# Axonolaimus spinosus
Axonolaimus spinosus är en rundmaskart som först beskrevs av Butschli 1874.  Axonolaimus spinosus ingår i släktet Axonolaimus och familjen Axonolaimidae. Arten är reproducerande i Sverige. Inga underarter finns listade i Catalogue of Life.